# Dirham
A dirham (vagy dirhem) középkori arab ezüstpénz volt, amelynek neve a görög drachma szóból származik. Az arabok bizánci közvetítéssel vették át és a 7. századtól az iszlám világ fő ezüst pénzegységévé vált. A középkorban az egész Mediterráneumban elterjedt, a kereskedelem révén még a vikingekhez és a keleti szlávokhoz is eljutott. Napjainkban több iszlám ország pénzneme, illetve váltópénze is ezt a nevet viseli:
- Marokkói dirham (MAD)
- Emirátusi dirham (AED)
- Líbiai dirham – a líbiai dinár 1/1000 része
- Katari dirham – a katari riál 1/100 része
- Tádzsik diram – a tádzsik szomoni 1/100 része

Az örmény pénzegység, a dram elnevezése szintén a dirhamból ered.
Az arab világban egy ezüst mérésére használt súlyegység (3 gramm) szintén a dirham nevet viseli.